# Гужиньска, Барбара
Барба́ра Гужи́ньска (Гуржи́нска, пол. Barbara Górzyńska; род. 4 декабря 1953, Чмелюв) — польская скрипачка.
Дебютировала как солистка в 16-летнем возрасте с Симфоническим оркестром Польского радио, исполнив скрипичный концерт Феликса Мендельсона. Окончила Академию музыки в Лодзи у Зенона Плошая. Ещё первокурсницей в 1972 г. получила третью премию на Конкурсе скрипачей имени Венявского. В 1977 г. стала победителем первого Международного конкурса скрипачей имени Вацлава Хумла в Загребе, в 1980 г. — лондонского Международного конкурса скрипачей имени Карла Флеша, за этой победой последовало выступление с Лондонским филармоническим оркестром.
Записала альбомы произведений Генрика Венявского (1989, партия фортепиано Анна Весоловска-Фирлей) и Вольфганга Амадея Моцарта (1991, с оркестром Sinfonia Varsovia под управлением Войцеха Михневского). Начиная с 1991 г. живёт преимущественно в Австрии, где ведёт музыкально-педагогическую деятельность.